# カルコーフォロ
カルコーフォロ（伊: Carcoforo）は、イタリア共和国ピエモンテ州ヴェルチェッリ県にある、人口約100人の基礎自治体（コムーネ）。

## 地理

### 位置・広がり
| 隣接するコムーネは以下の通り。括弧内のVBはヴェルバーノ・クジオ・オッソラ県所属を示す。 - アルト・セルメンツァ (リーマ・サン・ジュゼッペ、リマスコ) - バンニオ・アンツィーノ (VB) - チェッポ・モレッリ (VB) - フォベッロ - マクニャーガ (VB) |